# Gymnázium Přelouč
Gymnázium a grafická střední odborná škola Přelouč je všeobecné přeloučské gymnázium, jehož zřizovatelem je Pardubický kraj. V roce 2021–2022 na škole studovalo v několika oborech gymnázia i střední odborné školy 458 žáků, z toho na gymnáziu 226.

## Studium
Nabízí čtyřleté i osmileté studium. Součástí výuky jsou cizí jazyky (anglický a dále výběr ruského či německého jazyka), v třetím ročníku probíhá částečná profilace, v podstatě orientace na směr humanitní, přírodovědný nebo technicko-ekonomický. Ve čtvrtém ročníku jde o úplnou profilaci dle zaměření a zájmů budoucího absolventa. Po sloučení v roce 2011 nabízí i obory tehdejší SOŠ Přelouč, tj. Reprodukční grafik, Reprodukční grafik pro média, Tiskař na polygrafických strojích, Mechanik opravář motorových vozidel a Fotograf.

## Historie školy
Dne 1. září 1953 byla v Přelouči otevřena jedenáctiletá střední škola, který využívala budovu na Masarykově náměstí. V roce 1959 se škola přestěhovala do nově postavené budovy školy v ulici Obránců Míru a v roce 1968 získala oficiální název Gymnázium, to pak bylo v 90. letech rozšířeno o osmileté studium.
Dne 1. září 2011 bylo gymnázium sloučeno se střední odbornou školou, v roce 2022 byl název školy změněn na Gymnázium a grafická střední odborná škola Přelouč (GYGR Přelouč).

## Přehled ředitelů
- ? – ?: Oldřich Lichtenberg
- ? – ?: Vladimír Velc (1931–2009)
- ? – ?: Mgr. Oldřich Černohlávek
- ? – ?: RNDr. Pavel Žižka
- ? – ?: Mgr. Lubor Pacák
- 1. září 2011 – 30. června 2018: Ing. Jindřich Janko
- 1. září 2019 – dosud: Miroslav Pavlata

## Významní absolventi
- Vladimír Jiránek – kreslíř a karikaturista
- Pharm.Dr. Jiří Skalický, Ph.D. – lékař a politik
- doc. Ing. Jolana Volejníková, Ph.D. – vysokoškolský pedagog Univerzity Pardubice, autorka mnoha odborných publikací[3]
- Ing. Petr Nohel – zakladatel firmy středoevropského rozsahu
- Mgr. Jan Tetřev – historik, znalec ručních palných zbraní
- Michal Mareda – frontman hudební skupiny Vypsaná fiXa